# Jeff Samardzija
Jeffrey Alan Samardzija (Merrillville, 23 gennaio 1985) è un giocatore di baseball statunitense, lanciatore partente nella Major League Baseball.

## Biografia
Nato a Merrillville nello stato dell'Indiana, Samardzjia crebbe a Valparaiso nella vicina contea di Porter. Suo padre Sam giocò a hockey su ghiaccio come professionista e il fratello maggiore Sam Jr. (suo attuale agente), giocò a livello universitario a football americano e baseball. I nonni paterni di Samardzjia emigrarono dalla Serbia negli anni quaranta del XX secolo.
Frequentò la Valparaiso High School nell'omonima città dell'Indiana e in quegli anni subì la perdita della madre, deceduta a 46 anni a causa di una rara malattia respiratoria.

## Carriera

### Inizi e Minor League (MiLB)

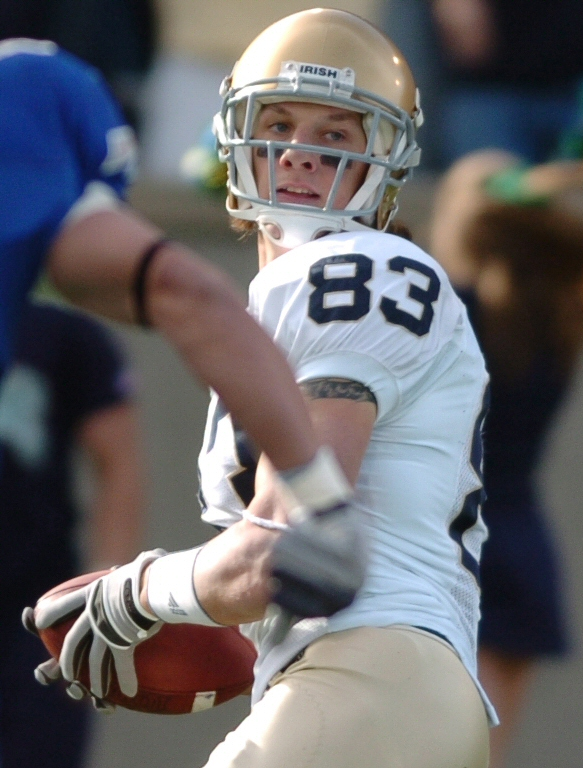
Samardzjia con la squadra di football americano universitaria nel 2006

Negli anni della scuola superiore, Samardzjia giocò a football, basket e baseball, ottenendo risultati ottimi soprattutto nel football. Si diplomò nel 2003 e s'iscrisse all'Università di Notre Dame di Notre Dame, census-designated place adiacente a South Bend, in cui giocò nella squadra di football universitaria dal 2003 e nella squadra di baseball dal 2004.
Samardzjia venne selezionato nel 5º turno del draft MLB 2006 dai Chicago Cubs, con cui giocò nella classe A-breve e nella classe A.
Il 19 gennaio 2007, Samardzija annunciò di voler continuare la carriera nel baseball, rinunciando al draft della NFL. Firmò quindi un contratto quinquennale con la franchigia, che includeva una clausola di non scambio, un'opzione della squadra per il sesto e settimo anno e un milione di dollari come bonus alla firma. Se l'opzione del club fosse stata applicata, il valore complessivo dell'accordo avrebbe raggiunto i 16,5 milioni di dollari.  Nel 2007 giocò principalmente nella classe A-avanzata, giocando inoltre le prime partite nella Doppia-A.
Iniziò la stagione 2008 nella Doppia-A e il 23 giugno venne promosso nella Tripla-A.

### Major League (MLB)

#### Chicago Cubs

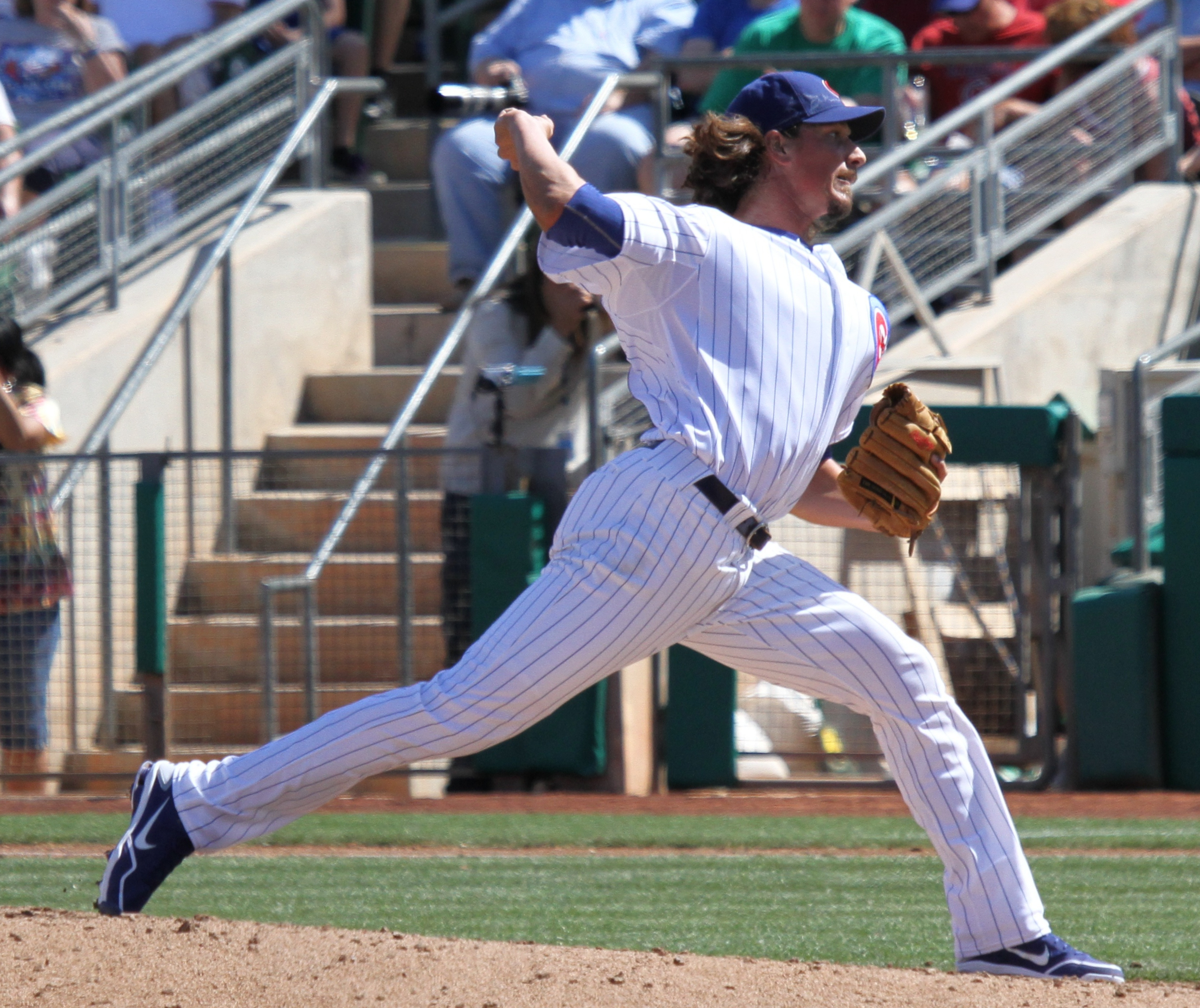
Samardzjia con i Cubs nel 2012

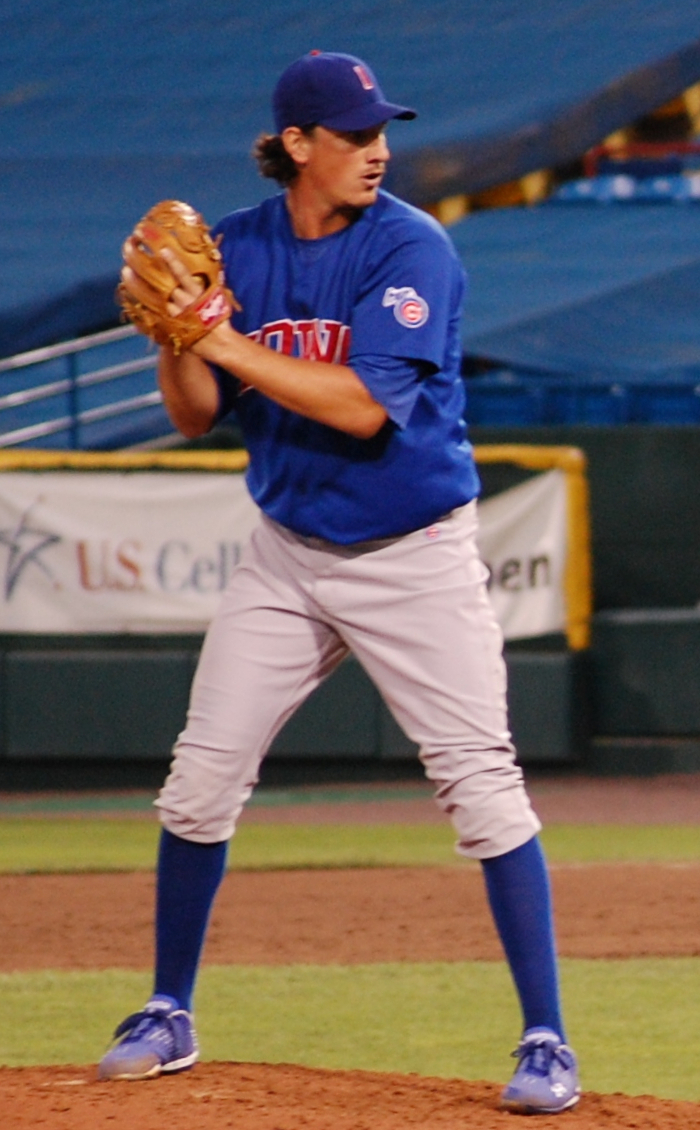
Samardzjia in minor league nel 2010

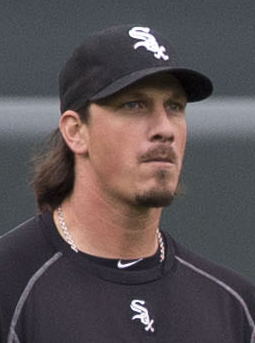
Samardzjia con i White Sox nel 2015

Samardzjia esordì nella MLB il 25 luglio 2008, al Wrigley Field di Chicago contro i Florida Marlins, lanciando nel settimo e nell'ottavo inning eliminando per strikeout il suo primo battitore fronteggiato. Il 27 luglio sempre contro i Marlins, registrò la sua prima salvezza di carriera. Ottenne la sua prima vittoria il 29 agosto contro i Phillies. Concluse la stagione con 26 partite disputate nella MLB (tutte come lanciatore di rilievo) e 22 nella minor league, di cui 16 nella Doppia-A e 6 nella Tripla-A.
Il 12 agosto 2009 venne schierato per la prima volta come lanciatore partente. Come battitore il 23 settembre (nella sua ultima partita stagionale nella MLB), colpì come sua prima valida, un fuoricampo. Concluse la stagione con 20 presenze nella MLB (2 da partente) e 18 nella Tripla-A.
Nel 2010 giocò prevalentemente nella minor league dove registrò 35 presenze, mentre nella MLB partecipò a 7 incontri.
La stagione 2011 fu la prima completa nella MLB per Samardzjia, che venne schierato in 75 partite in tutte quante come lanciatore di rilievo. Dal 2012 invece, divenne stabilmente lanciatore partente.

#### Oakland Athletics e Chicago White Sox
Il 5 luglio 2014, i Cubs scambiarono Samardzjia e Jason Hammel con gli Oakland Athletics per Billy McKinney, Addison Russell, Dan Straily e una somma in denaro. Il 6 luglio venne annunciata la convocazione nella squadra della National League di Samardzjia per l'All-Star Game, a cui tuttavia non poté partecipare visto che dopo lo scambio si ritrovò in una squadra dell'American League.
Il 9 dicembre 2014, gli Athletics scambiarono Samardzjia e Michael Ynoa con i Chicago White Sox per Chris Bassitt, Josh Phegley, Rangel Ravelo e Marcus Semien.
Il 9 luglio 2015 contro i Blue Jays, Samardzjia lanciò per una partita completa realizzando uno shutout, fu il primo della franchigia a ottenere una vittoria con shutout e il secondo della sua carriera. Divenne free agent a fine stagione.

#### San Francisco Giants
Il 9 dicembre 2015, Samardzija firmò un contratto quinquennale dal valore complessivo di 90 milioni di dollari con i San Francisco Giants.
Il 3 settembre 2017, venne nominato giocatore della settimana della National League.
All'inizio della stagione 2018, venne piazzato nella lista degli infortunati per uno strappo al muscolo pettorale. Il 15 luglio venne inserito per la terza volta nella lista degli infortunati per un'infiammazione alla spalla. Finì la stagione con 10 partite disputate nella MLB e 6 nella minor league, da cui mancava dal 2010.
Iniziò la stagione 2019 della MLB in forma e la completò con 32 presenze. Venne designato per la riassegnazione il 26 settembre 2020 e svincolato dalla franchigia il 28 settembre successivo.

## Palmarès
- MLB All-Star: 1

2014
- Giocatore della settimana: 2

NL: 25 agosto 2013, 3 settembre 2017